# Sint-Genesius-Rode
Sint-Genesius-Rode (francès Rhode-Saint-Genèse) és un municipi belga de la província de Brabant Flamenc a la regió de Flandes. És un dels sis municipis amb facilitats lingüístiques (hi ha un 60% de francòfons) de la perifèria de Brussel·les.